# Дергачёв, Владимир Александрович
Владимир Александрович Дергачёв (родился 9 сентября 1945) — украинский геополитик, географ-экономист, профессор, доктор географических наук. Член Международной федерации журналистов (2013—2021, Брюссель)). Иностранный член научного комитета журнала Geopolitica (Рим). Член Национального союза журналистов Украины. В 1998 году создал частный Институт геополитики профессора Дергачёва, с 2013 года — редактор и автор иллюстрированного журнала «Ландшафты жизни».

## Биография
Родился в семье военнослужащего. Окончил с отличием географический факультет Московского государственного университета им. М. В. Ломоносова. Защитил в МГУ кандидатскую (1976) и докторскую (1987) диссертации. Работал в проектном институте в Минске, Тихоокеанском институте географии Дальневосточного Научного центра АН СССР (Владивосток). С 1976 года трудится в Институте проблем рынка и экономико-экологических исследований НАНУ.

## Вклад в науку
Известен как ученый в области геополитики, геоэкономики, геофилософии, регионалистики и глобалистики. На основе разрабатываемой профессором Дергачевым геополитической теории Больших многомерных пространств (рубежной коммуникативности) создана серия междисциплинарных учебников, направленных на формирование аналитического мышления. Были расширены представления о
новой и новейшей геополитике и сформулированы следующие теоретические и
прикладные положения, составившие вклад в науку:
- теоретические и прикладные основы освоения территории (историко-географический и геополитический подход);
- представления о цикличности и пространственно-временной стратификации освоения территории, включая выделенные исторические циклы хозяйственного освоения территории;
- представления о едином процессе освоения земной поверхности, «закон» целостности процесса освоения (заселения, хозяйственного освоения и изменения природной среды) земной поверхности;
- концепция природно-хозяйственной контактной зоны суша-океан, как береговой зоны интенсивного взаимодействия природы, населения и хозяйства и одного из основных понятий новой геополитики (геоэкономики);
- теория экономического освоения и районирования Мирового океана на основе формирования портово-промышленных комплексов и выделения эксцентрированных экономико-экологических систем;
- теоретическое обоснование формирования новой формы региональной интеграции (морских сообществ), что воплотилось на практике в создании Черноморского района экономического сотрудничества;
- впервые в советской науке в конце 80-х годов была обоснована идея и концепция поэтапного перехода к рыночным отношениям и мирохозяйственной интеграции на основе открытой экономики — формирования свободных экономических зон и международных транспортных коридоров;
- впервые разработаны геополитические основы геоэкономики (новой геополитики);
- даны представления о геополитике кибервойн, сетевых революций и геополитических технологий «захвата» государств с помощью «мягкой силы», манипуляции сознанием (подсознанием) человека и создания разрушительной рубежной энергетики;
- впервые разработаны основы оффшорной геополитики;
- практическое применение геополитической теории БМП с учетом регулярный зарубежных мониторинговых поездок позволило с высокой степенью точности дать аналитические прогнозы трансформации Восточной Европы и других регионов мира (Балканы, Крым, Китай, Индокитай, Ближний Восток и др.).

Автор более 600 научных трудов (в том числе 50 книг), аналитических и публицистических изданий, опубликованных в России, США, Японии, Италии, Украине, Молдове, Болгарии и др. странах. Постоянный автор международного журнала «Вестник аналитики» (Москва, Россия). Публицистические статьи печатались в российских газетах «Известия», «Литературная газета», «Экономическая газета», «Общая газета», «Красная звезда», украинских и зарубежных изданиях.
Автор концепции «Третьей Руины» украинской истории, наступившей после обретения независимости в 1991 году.

## Основные труды
- Исторические циклы хозяйственного освоения территории. — Вестник Московского университета. Серия геогр., 1976, № 2.
- Historical Cycles of Economic Development of a Territory. — Soviet Geography. Vol. XVIII, No 6, 1977. — P. 410—414 (USA, New York).
- Целостность процесса освоения всей поверхности земного шара. — Вестник Московского университета. Серия геогр., 1979, № 1. (в соавт. с Ю. Г. Саушкиным).
- Природно-хозяйственная контактная зона «суша-океан». — Известия Всесоюзного гео-графического общества, 1980, том 112, вып.1.
- The Physical-Economic Contact Zone Be-tween Land and Sea. — Soviet Geography. Vol. XXII, No 8, 1981. — Р. 484—491 (USA, New York).
- Теоретические основы эколого-экономического районирования Мирового океана. — Известия Академии наук СССР, серия геогр., 1981, № 1.
- Peculiarities in the Formation of Populated Places on the Seaboard of the USSR/ — Soviet Geography, vol. XXVII, No 3, 1986. — P. 143—155 (USA, New York).
- Зарубежные модели «экономического чуда». — Одесса, 1994. ISBN 5-7800-0007-7
- Свободные экономические зоны — путь к открытому обществу. — Известия Российской Академии наук, серия геогр., 1995, № 3.
- Создание зон комплиментарного развития на социокультурных рубежах. — Вестник Московского университета, серия география, 1996, № 4.
- Раскаленные рубежи. — Одесса, 1998. ISBN 966-549-156-3 Тираж 500 экз.
- «Страна вечной беременности» — Родина, 1999, № 1.
- Геополитика. — Киев: ВИРА-Р, 2000. ISBN 966-95440-5-X Тираж 3 000 экз.
- Геоэкономика. — Киев: ВИРА-Р, 2002. ISBN 966-7807-15-0 тираж 2 000 экз.
- Геоэкономика Украины. Монография. — Одесса: ИПРЭЭИ НАНУ, 2002. ISBN 966-02-2027-8 Тираж 500 экз.
- Глобальная геоэкономика. Монография. Одесса — Киев, НАНУ, 2003. ISBN 966-8116-05-4 Тираж 300 экз.
- Цивилизационная геополитика (геофилософия). — Киев: ВИРА-Р, 2004. ISBN 966-7807-17-7 тираж 2 000 экз.
- Регионоведение. — М.: ЮНИТИ-ДАНА, 2004 (в соавт. с Л. Б. Вардомским). ISBN 5-238-00765-5 Тираж 30 000 экз.
- Геополитика. — М.: ЮНИТИ-ДАНА, 2004. ISBN 5-238-00779-5 Тираж 30 000 экз.
- Цивилизационная геополитика (Теория Больших многомерных пространств). Монография. — Одесса: ИПРЭЭИ НАНУ, 2004. ISBN 966-02-3197-0 Тираж 300 экз.
- Геополитический словарь-справочник. — Киев: КНТ, 2009 ISBN 978-966-373-499-6 Тираж 1 000 экз.
- Международные экономические отношения. Учебник. — М.: ЮНИТИ-ДАНА, 2005. ISBN 5-238-00863-5 Тираж 20 000 экз.
- Глобалистика. — М.: ЮНИТИ-ДАНА, 2005. ISBN 5-238-00957-7 Тираж 15 000.
- Геополитическая трансформация Украины. — Вестник аналитики, 2006, № 2.
- Геополитическая трансформация международных транспортных коридоров. — Вестник аналитики, 2006, № 3.
- Трансформация технологий новейшей геополитики.— Вестник аналитики, 2007, № 1.
- Последствия цунами бездумной демократии. — Мир перемен, 2006, № 2.
- «Чтобы сойти с ума — надо его иметь». — Мир перемен, 2007, № 3.
- Демократическая «петля Анаконды». — Вестник аналитики, 2007, № 3.
- Особенности китайской геополитики. — Вестник аналитики, 2008, № 2.
- Геополитическая трансформация Крыма. — Вестник аналитики, 2008, № 3.
- Геополитика. Избранные труды в пяти книгах (Электронное издание на CD). — Издательский проект профессора Дергачева, 2008.
- Научные труды в семи книгах (Электронное издание на CD). — Издательский проект профессора Дергачева, 2008.
- Геополитика. Геофилософия. Геоэкономика. Собрание трудов в двадцати семи томах. (Электронное издание на CD). — Издательский проект профессора Дергачева, 2009.
- Когда власть взывает к Разуму и Богам. — Мир перемен, 2009, № 1.
- Роковые рубежи Европы. — Вестник аналитики, 2009, № 1.
- Раскаленные рубежи Ближнего Востока. — Вестник аналитики, 2009, № 3.
- Регионалистика. Монография. (Электронное издание на CD). — Издательский проект профессора Дергачева, 2009. ISBN 966-02-3718-9
- Геополитика. Русская геополитическая энциклопедия. — Аналитический и образовательный портал «Институт геополитики профессора Дергачева» 1940 интернет-страниц.
- Новая геополитическая архитектура Евразии: от Атлантики до Тихого океана. — Вестник аналитики, 2010, № 4 (Россия, Москва).
- Геополитическая теория Больших многомерных пространств. Монография. (Электронное издание на CD). — Издательский проект профессора Дергачева, 2011. ISBN 978-966-02-6012-2
- Геоэкономическая трансформация Украины. Монография. (Электронное издание на CD). — Издательский проект профессора Дергачева, 2011. ISBN 978-966-02-5520-3
- Геополитика мировой кибервойны. — Вестник аналитики, 2011, № 1.
- Оффшорная геополитика. — Вестник аналитики, 2011, № 4.
- Il divorzio tra Russia e Ucraina. — GEOPOLITICA, vol. I, no. 1, 2012. VENT’ANNI DI RUSSIA (Италия, Рим), перевод на русский язык
- La Geopolitica dei Grandi spazi multidimensionali. — GEOPOLITICA, vol. I, no. 3, 2012 (Италия, Рим), перевод на русский язык
- Золотой век «китайской цивилизации». — Вестник аналитики, 2012, № 2.
- Геополитическая трансформация Африки. — Вестник аналитики, 2012, № 4.
- Геополитическая трансформация Латинской Америки. — Вестник аналитики, 2013, № 2 — № 3.
- Битва за Евразию. Тектоническая геополитическая трансформация. — Вестник аналитики, 2014, № 1.
- Пиратская геополитическая технология «управляемого хаоса». — Вестник аналитики, 2014, № 4.
- Анатомия растранжиренной независимости. — Мир перемен, 2014, № 4.